# La prima linea
Pour plus de détails, voir Fiche technique et Distribution.
La prima linea est un film franco-belgo-britannico-italien réalisé par Renato De Maria, sorti en 2009.

## Synopsis
Le film commence en 1982 par l'arrestation de Sergio Segio. C'est un ancien membre du groupe armé d'extrême-gauche italien Prima Linea, issu du service d'ordre du l'organisation Lotta Continua. En prison, lors des interrogatoires, il refuse de collaborer, déclarant uniquement qu'il est un « prisonnier politique militant et révolutionnaire » et qu'il n'a rien d'autre à dire, à un fonctionnaire qui lui répond : « Non, pour l'instant tu n'es qu'un assassin ».
La scène suivante se déroule aussi en prison, mais en 1989, alors que l'on célèbre la chute du Mur de Berlin et de « tout ce qui restait du communisme ». C'est là que commence le monologue de Sergio, qui va guider tout le film.
Il raconte d'abord ses premiers engagements, dans les mouvements d'extrême gauche, à partir de 1968. Il explique ensuite comment il est devenu membre de l'organisation de lutte armée Prima Linea, puis comment, avec plusieurs de ses camarades, il a quitté l'organisation pour monter un groupe complètement autonome ayant pour objectif unique l'évasion de Susanna Ronconi, membre de Prima Linea et maîtresse de Sergio, qui est détenue à la prison de Rovigo.
Les scènes suivantes du film alternent désormais entre des épisodes relatant la vie de militant de Sergio, dont notamment l'assassinat du juge Emilio Alessandrini, en janvier 1979, ou l'élimination de son ami Willy qui s'était rendu à la police, et ceux de la progression de l'évasion. À travers la trame du film, on suit l'évolution de Sergio, ses interrogations et ses doutes grandissants sur le sens de la lutte armée, sur les relations entre la vie et la mort, et, en même temps, sur les choix personnels de vie qu'il a faits. Après l'évasion de Susanna, qui a réussi mais a été marquée par la mort d'un retraité promenant son chien, Sergio s'en va à Venise avec elle, mais il est persuadé que tout est bientôt terminé. Arrêté quelques mois plus tard, il affirme assumer la responsabilité judiciaire, politique et morale des morts qu'il a causées, directement ou indirectement.
Le film se termine par une bande qui annonce que Sergio sera libéré en 2004, après 22 ans de détention.

## Fiche technique
- Titre : La prima linea
- Titre original : La prima linea
- Réalisation : Renato De Maria
- Scénario : Sandro Petraglia, Ivan Cotroneo, Fidel Signorile, Renato De Maria
- Photographie : Gianfilippo Corticelli
- Montage : Marco Spoletini
- Musique : Max Richter
- Décors : Igor Gabriel et Alessandra Mura
- Costumes : Nicoletta Taranta
- Son : Mario Iaquone
- Casting : Francesco Vedovati
- Producteur : Andrea Occhipinti, Jean-Pierre Dardenne, Luc Dardenne, Arlette Zylberberg
- Société de production :  Lucky Red (Rome), Les Films du Fleuve (Liège), Radio Télévision Belge Francophone (RTBF), Medusa Film (Rome)
- Société de distribution :  Diaphana (Paris)
- Producteur associé : Stefano Massenzi
- Producteur exécutif	Ginaluca Arcopinto, Delphine Tomson
- Pays de production :  Italie,  Belgique,  Royaume-Uni,  France
- Format : Couleur — 35 mm — 1,85:1 — Son : Dolby Digital
- Genre : Film dramatique, Film policier, Film biographique, Film d'action
- Durée : 100 minutes (1 h 40)
- Dates de sortie : 
  - Canada : 14 septembre 2009 (Festival international du film de Toronto)
  - France : 9 novembre 2009 (Arras Film Festival) / 14 avril 2010 (sortie nationale)
  - Italie : 20 novembre 2009
  - Suisse : 27 novembre 2009 (région italophone)
  - États-Unis : 10 janvier 2010 (Festival international du film de Palm Springs)

## Distribution
- Riccardo Scamarcio (V. F. : Aurélien Icovic) : Sergio Segio
- Fabrizio Rongione (V. F. : Benjamin Bellecour) : Piero
- Anita Kravos
- Awa Ly : Jazz singer
- Lucia Mascino (VF : Ludmila Ruoso) : Loredana Biancamano
- Giovanna Mezzogiorno (V. F. : Julie Recoing) : Susanna Ronconi
- Michele Alhaique : Rosario
- Jacopo Maria Bicocchi : Marco Donat-Cattin
- Francesca Cuttica
- Lino Guanciale : Piero
- Marco Iermanò : Willy
- Daniela Tusa : Ward
- Maurizio Pompella

Source et légende : Version française (V. F.) sur le site d’AlterEgo (la société de doublage)

## À noter
- Sergio Segio n'est pas un personnage fictif. Né en 1955, il a été le principal dirigeant et « commandant militaire » de Prima Linea, où il était surnommé Comandante Sirio [2].
- Le film est d'ailleurs librement tiré de son livre, écrit en prison, Miccia corta - Una storia di Prima linea, mais l'ex-terroriste a pris ses distances avec le film[3].
- De même, Susanna Ronconi a bien été la compagne de Sergio. Née en 1951, elle a d'abord été membre des Brigades Rouges. Elle a participé en 1974 à l'assassinat de deux membres du MSI à Padoue, ce qui a constitué le premier attentat meurtrier commis par l'organisation. Elle rejoint ensuite Prima Linea. Arrêtée en 1980, évadée en 1982  puis arrêtée à nouveau en 1983, elle a été condamnée à 22 ans de réclusion. Elle a bénéficié depuis 1989 d'un régime de semi-liberté, jusqu'en 1998, qui voit sa libération[4],[5].
- Le rôle principal est tenu par Riccardo Scamarcio, qui a auparavant joué dans plusieurs autres films liés au contexte des années de plomb, comme Romanzo criminale de Michele Placido (2005) ou Mon frère est fils unique (Mio fratello è figlio unico) de Daniele Luchetti (2007).

## Récompenses et distinctions
Le film a reçu plusieurs prix et récompenses :
- En 2010, au Nastro d'argento (récompenses décernées par le Syndicat national des journalistes cinématographiques italiens, à l'issue du Festival du film de Taormine), il reçoit le prix du meilleur producteur pour Andrea Occhipinti et celui du meilleur acteur pour Riccardo Scamarcio.
- Au Globo d'oro (décerné chaque année par les journalistes de la presse étrangère accrédités en Italie), il reçoit le prix de la meilleure actrice pour Giovanna Mezzogiorno.
- Au Premio Bif&st (ou Festival international de films de Bari), il reçoit le prix du meilleur acteur pour Riccardo Scamarcio.